# シュブンキン

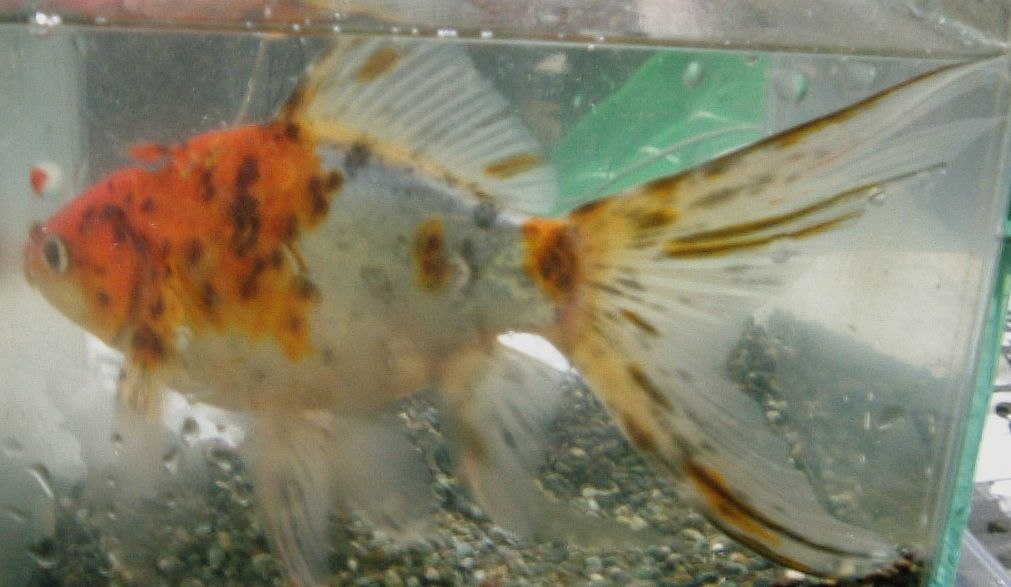
シュブンキン

シュブンキン（朱文金）は、キンギョの一品種である。和金型の体型に長い尾をもち、基本的な体色は体色が赤、浅葱、墨の和を感じさせる渋い雑色の味わい深い品種である。英名は「シングルテイルドファンシーゴールドフィッシュ（Single tailed fancy goldfish）」。

## 概要
鮮やかな浅葱色をベースに、朱色の模様が美しい金魚という意味で、「朱文金（シュブンキン）」という名が付けられた。
また、シュブンキンは海を渡りイギリスに輸出され、ブリストル地方で改良され作出された金魚に、ブリストル朱文金（ブリストルシュブンキン）がいる。

## 歴史

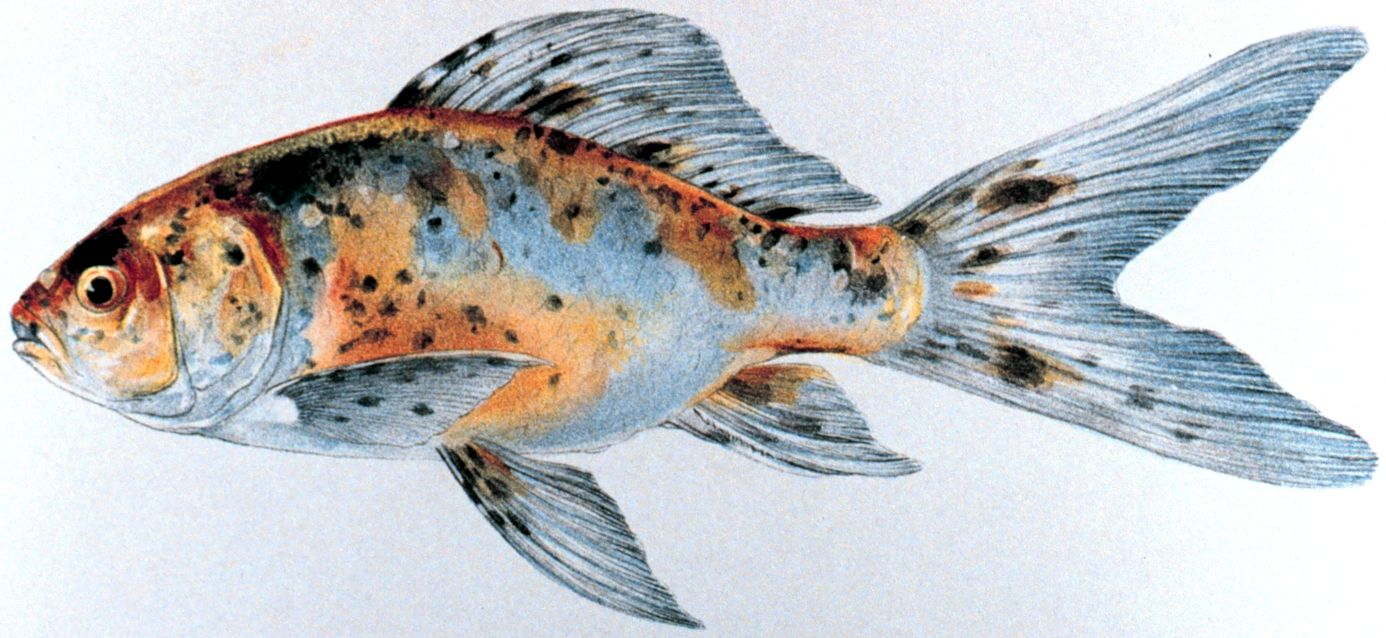
シュブンキン（イラスト）

初代秋山吉五郎が作出し、松原新之助が命名した金魚で、フナ尾の和金、ヒブナ、キャリコ出目金を混在して、自由交配させたときに出来た、固定化されている品種とされたが、その後ヒブナとされた個体は和金だったことが分っている。

## 特徴
一般にフナとの交配種の為、体も大きくなりとても丈夫な品種とされるが、日本原産のキンブナは交雑に使われてはいないことが分かっている。飼育もそれほど難しくはなく、入手も簡単にできる。
主に弥富系と江戸川系に分類され、前者は鮮烈な赤色と墨色が特徴的で、後者は浅葱色が中心の系統である。